# Mollas (Coriza)
Mollas è una frazione del comune di Kolonjë in Albania (prefettura di Coriza).
Fino alla riforma amministrativa del 2015 era comune autonomo, dopo la riforma è stato accorpato, insieme agli ex-comuni di Barmash, Çlirim, Ersekë, Leskovik, Novoselë, Qendër Ersekë e Qendër Leskovik a costituire la municipalità di Kolonjë.

## Località
Il comune era formato dall'insieme delle seguenti località:
- Mollas
- Skorovot
- Qinam
- Vodice
- Qafzez
- Helmes
- Shtike
- Pepellash
- Butke
- Kozel
- Milec
- Bezhan
- Boshanj
- Blus